# 12197 Jan-Otto
12197 Jan-Otto (tên chỉ định: 1980 FR2) là một tiểu hành tinh vành đai chính. Nó được phát hiện bởi Claes-Ingvar Lagerkvist ở Đài thiên văn La Silla ở Chile ngày 16 tháng 3 năm 1980. Nó được đặt theo tên Jan-Otto Carlsson, a professor of inorganic chemistry ở Uppsala University.